# Oblasti Ukrajine
Oblasti Ukrajine so upravne enote prve stopnje v Ukrajini. Država je razdeljena na 24 oblasti, poleg njih pa obstajajo še avtonomna republika Krim (pod nadzorom Ruske federacije) in dve mesti s posebnim statusom – Kijev in Sevastopol. Oblasti se nadalje delijo na rajone, ti pa na gromade.
Vsaka oblast ima lastno zakonodajno (oblastna rada) in izvršno telo (oblastna državna administracija, ODA). Ker je Ukrajina unitarna država, so njihova pooblastila majhna; med njimi je sprejemanje programov za socioekonomski in kulturni razvoj ter potrjevanje proračunov. Vodje oblastnih administracij imenuje in odpokliče predsednik Ukrajine na predlog kabineta ministrov. Teritorialni ustroj države, med drugim imena oblasti, in lokalno samoupravo določa ustava Ukrajine v členih 132–146.
V času Ruskega imperija je bilo območje Ukrajine razdeljeno na več gubernij. Izraz oblast so uveljavile sovjetske oblasti leta 1932, ko je bila Ukrajina razdeljena na sedem oblasti. Oblasti so zamenjale prejšnji sistem delitve z okrugi in 406 rajoni.

## Seznam oblasti
Za lažjo primerjavo velikosti in prebivalstva so v spodnji tabeli navedeni tudi avtonomna republika in mesti s posebnim statusom.
| Ime                      | Površina (km²) | Prebivalstvo (2021) | Gostota (preb./km²) | Upravno središče | Št. rajonov  |
| ------------------------ | -------------- | ------------------- | ------------------- | ---------------- | ------------ |
| Viniška oblast           | 26.513         | 1.529.123           | 57,7                | Vinica           | 6            |
| Volinska oblast          | 20.143         | 1.027.397           | 51                  | Luck             | 4            |
| Dnipropetrovska oblast   | 31.914         | 3.142.035           | 98,5                | Dnipro           | 7            |
| Donecka oblast           | 26.517         | 4.100.280           | 154,6               | Doneck           | 8            |
| Žitomirska oblast        | 29.832         | 1.195.495           | 40,1                | Žitomir          | 4            |
| Zakarpatska oblast       | 12.777         | 1.250.129           | 97,8                | Užgorod          | 6            |
| Zaporoška oblast         | 27.180         | 1.666.515           | 61,3                | Zaporožje        | 5            |
| Ivano-frankivska oblast  | 13.928         | 1.361.109           | 97,7                | Ivano-Frankivsk  | 6            |
| Kijevska oblast          | 28.131         | 1.788.530           | 63,6                | Kijev            | 7            |
| Kirovogradska oblast     | 24.588         | 920.128             | 37,4                | Kropivnicki      | 4            |
| Luganska oblast          | 26.684         | 2.121.322           | 79,5                | Lugansk          | 8            |
| Lvovska oblast           | 21.832         | 2.497.750           | 114,4               | Lvov             | 7            |
| Mikolajivska oblast      | 24.598         | 1.108.394           | 45,1                | Mikolajiv        | 4            |
| Odeška oblast            | 33.310         | 2.368.107           | 71,1                | Odesa            | 7            |
| Poltavska oblast         | 28.748         | 1.371.529           | 47,7                | Poltava          | 4            |
| Rivnenska oblast         | 20.047         | 1.148.456           | 57,3                | Rivne            | 4            |
| Sumska oblast            | 23.834         | 1.053.452           | 44,2                | Sumi             | 5            |
| Ternopilska oblast       | 13.823         | 1.030.562           | 74,6                | Ternopil         | 3            |
| Harkovska oblast         | 31.415         | 2.633.834           | 83,8                | Harkov           | 7            |
| Hersonska oblast         | 28.461         | 1.016.707           | 35,7                | Herson           | 5            |
| Hmelnicka oblast         | 20.629         | 1.243.787           | 60,3                | Hmelnicki        | 3            |
| Čerkasijska oblast       | 20.900         | 1.178.266           | 56,4                | Čerkasi          | 4            |
| Črnoviška oblast         | 8097           | 896.566             | 110,7               | Črnovice         | 3            |
| Černigovska oblast       | 31.865         | 976.701             | 30,7                | Černigov         | 5            |
| Avtonomna republika Krim | 26.081         | 1.934.630           | 74,2                | Simferopol       | 10 (de jure) |
| mesto Kijev              | 839            | 2.962.180           | 3530,6              | –                | –            |
| mesto Sevastopol         | 1079           | 547.820             | 507,7               | –                | –            |